# Полієнові антибіотики

Структурна формула Амфотерицину В

Структурна формула Ністатину

Полієнові антибіотики — група природних протигрибкових препаратів, для яких характерна наявність в молекулі 4 і більше спряжених подвійних зв'язків, у чому вони мають подібність у структурі з макролідами. Препарати групи мають широкий спектр дії. У високих дозах полієнові антибіотики мають переважно фунгіцидну дію, у низьких дозах — фунгістатичну дію. До полієнових антибіотиків відносяться амфотерицин В, ністатин, леворин, натаміцин, мікогептин, трихоміцин, гаміцин, а також філіпін, що застосовується виключно для біохімічних досліджень.

## Механізм дії
Полієнові антибіотики мають як фунгістатичну, так і фунгіцидну дію, що залежить від виду збудника та концентрації препарату. Механізм дії полієнових антибіотиків полягає в порушенні синтезу клітинної стінки грибків шляхом інгібування синтезу стеролів у клітинах патогенних грибків. До препаратів групи чутливі грибки родів Candida spp.; Aspergillus spp.; Rhodotorula spp., а також Histoplasma capsulatum; Mucor mucedo; Coccidiodes immitis; Blastomyces dermatitidis; Cryptococcus neoformans; Sporothrix schenckii. До амфотерицину В чутливі також лейшманії та амеби, а до натаміцину чутливі трихомонади. До полієнових антибіотиків нечутливі грибки-дерматоміцети, віруси, бактерії та рикетсії.

## Фармакокінетика
Усі полієнові антибіотики погано всмоктуються в шлунково-кишковому тракті, тому більшість з них застосовуються місцево — для розсмоктування в ротовій порожнині або у вигляді аплікацій на уражені ділянки шкіри (ністатин, леворин, мікогептин), або всередину при грибкових ураженнях шлунково-кишкової системи для дії безпосередньо в просвіті кишечнику та місцево при грибкових ураженнях статевих органів (ністатин, натаміцин). Амфотерицин В застосовується внутрішньовенно та місцево у вигляді мазі. При внутрішньовенному введенні амфотерицин В створює високі концентрації у більшості тканин та рідин організму, у тому числі у легенях, печінці, нирках, м'язах; перитонеальній, плевральній, синовіальній та внутрішньоочній рідині; але погано проходить через гематоенцефалічний бар'єр. Препарат має довгий період напіввиведення (24-48 год.) та кумулює в організмі. Більшість полієнових антибіотиків не метаболізуються в організмі (за виключенням амфотерицину В) і виводяться з організму в незміненому вигляді.

## Застосування
Полієнові антибіотики застосовуються переважно при кандидозних ураженнях порожнини рота, кишечнику, шкіри та статевих органів, а також при трихомонадному вульвовагініті. Амфотерицин В застосовується при системних мікозах — кандидомікозі, аспергільозі, гістоплазмозі, криптококозі, бластомікозі, мукоромікозі, кокцидіоїдозі; а також лейшманіозі шкіри.

## Побічна дія
При застосуванні полієнових антибіотиків частіше спостерігаються побічні ефекти, що пов'язані з місцевим застосуванням препаратів — біль у животі, нудота, блювання, діарея при прийомі всередину; шкірні алергічні реакції та подразнення слизових оболонок при застосуванні на уражених ділянках шкіри або слизових оболонках. При застосуванні амфотерицину В можлива поява побічних явищ з боку нервової системи (головного болю, запаморочення, судом, безсоння, диплопії), у 46% випадків побічна дія з боку серцево-судинної системи (зупинка серця, фібриляція передсердь, аритмії, артеріальна гіпо- або гіпертензія), у 23—63% випадків нефротоксична дія (у тому числі гострої ниркової недостатності, анурії), рабдоміолізу, еозинофілії, гіпомагніємії, гіпернатріємії, гіперкаліємії, гіпокальціємії, гіперглікемії, з боку травної системи у 50—80% випадків (найчастіше нудота і блювання, рідше діарея, дуже рідко печінкова недостатність), флебіту або тромбофлебіту у місці введення. При застосуванні ліпосомального амфотерицину кількість побічних ефектів значно зменшується (48—50% при застосуванні ліпосомальної форми проти 90% при застосуванні звичайної форми).

## Протипокази
Полієнові антибіотики протипоказані при підвищеній чутливості до препаратів групи. З обережністю препарати призначають при вагітності, печінковій та нирковій недостатності. Під час лікування полієновими антибіотиками рекомендовано припинити годування грудьми.